# Кловіс (Каліфорнія)
Кловіс (англ. Clovis) — місто (англ. city) в США, в окрузі Фресно штату Каліфорнія. Населення — 120 124 особи (2020).

## Географія
Кловіс розташований за координатами 36°49′44″ пн. ш. 119°41′12″ зх. д. / 36.82889° пн. ш. 119.68667° зх. д. (36.828933, -119.686652).  За даними Бюро перепису населення США в 2010 році місто мало площу 60,29 км², уся площа — суходіл. В 2017 році площа становила 63,70 км², з яких 63,39 км² — суходіл та 0,31 км² — водойми.

## Демографія
Згідно з переписом 2010 року, у місті мешкала 95 631 особа в 33 419 домогосподарствах у складі 24 418 родин. Густота населення становила 1586 осіб/км².  Було 35306 помешкань (586/км²).
Расовий склад населення:
| - 70,9 % — білих - 10,7 % — азіатів - 2,7 % — чорних або афроамериканців - 1,4 % — корінних американців - 0,2 % — вихідців з тихоокеанських островів - 9,3 % — осіб інших рас |

До двох чи більше рас належало 4,8 %. Частка іспаномовних становила 25,6 % від усіх жителів.
За віковим діапазоном населення розподілялося таким чином: 28,1 % — особи молодші 18 років, 61,3 % — особи у віці 18—64 років, 10,6 % — особи у віці 65 років та старші. Медіана віку мешканця становила 34,1 року. На 100 осіб жіночої статі у місті припадало 93,2 чоловіків;  на 100 жінок у віці від 18 років та старших — 89,5 чоловіків також старших 18 років.
Середній дохід на одне домашнє господарство  становив 81 900 доларів США (медіана — 62 666), а середній дохід на одну сім'ю — 91 981 долар (медіана — 72 787). Медіана доходів становила 55 031 долар для чоловіків та 47 358 доларів для жінок. За межею бідності перебувало 13,8 % осіб, у тому числі 19,2 % дітей у віці до 18 років та 6,9 % осіб у віці 65 років та старших.
Цивільне працевлаштоване населення становило 44 086 осіб. Основні галузі зайнятості: освіта, охорона здоров'я та соціальна допомога — 28,4 %, роздрібна торгівля — 11,0 %, науковці, спеціалісти, менеджери — 9,9 %, мистецтво, розваги та відпочинок — 9,0 %.